# NFON
Die NFON AG (kurz: NFON) mit Hauptsitz in München wurde 2007 gegründet und ist ein Anbieter für integrierte Cloud-Businesskommunikation. Das Unternehmen ist in 15 europäischen Ländern mit eigenen Tochtergesellschaften und einem Partnernetzwerk vertreten.

## Geschäftsmodell
Das Kernprodukt ist eine Cloud-Kommunikationsplattform, die Sprachanrufe, Videokonferenzen sowie die Integration von CRM- und Collaboration-Tools insbesondere für kleine und mittlere Unternehmen ermöglicht. Kunden von NFON können damit vier Bereiche abdecken: Businesskommunikation, Kundenkontakt, Integration und Enablement (Ermöglichung effizienter Arbeit).

## Umsatz und Kunden
Im Geschäftsjahr 2022 erwirtschaftete das Unternehmen einen Umsatz von 80,8 Mio. Euro. Im Jahr darauf lag dieser Wert bei 82,3 Mio. Euro. Die Zahl der Kunden lag Mitte 2023 nach Unternehmensangaben bei rund 50.000 in 15 Ländern. Große Teile des Umsatzes von NFON sind wiederkehrend, vor allem durch die Nutzung von Cloud-Leistungen und durch Gesprächsgebühren.

## Organisation, Leitung, Personal und Aktie
NFON ist in Deutschland, Österreich, Großbritannien, Spanien, Italien, Frankreich, Polen und Portugal mit eigenen Gesellschaften vertreten. Darüber hinaus arbeitet das Unternehmen mit rund 3.000 Partnern zusammen (Stand: Mitte 2023).
Seit Mai 2023 leitet Patrik Heider das Unternehmen als CEO. Der Vorstand besteht insgesamt aus 5 Personen. Der vierköpfige Aufsichtsrat wird von Rainer-Christian Koppitz geleitet.
Die Aktie zählt zum Prime Standard. Fünf Institutionelle Anleger hielten im Dezember 2023 rund 80 Prozent der Anteile.

## Geschichte
Marcus Otto, Mathias Edelmann und Fabian Hoppe gründeten das Unternehmen im März 2007. Vor dem Hintergrund der sich zunehmend durchsetzenden  Internettelefonie entwickelten die Gründer eine Telefonanlage als reines Softwareprodukt auf der Basis der freien Software Asterisk. Auch kleinere Unternehmen konnten sich damit Funktionen leisten, die bis dahin nur Telefonanlagen von Großunternehmen zur Verfügung gestellt hatten. Neben Festnetztelefonen ließen sich auch Notebooks und Mobiltelefone einbinden. Die Zahl der Kunden stieg von Mitte 2008 bis Mitte 2009 von 1.000 auf rund 12.000.
Ende 2009 expandierte das Unternehmen nach Österreich und gründete zu diesem Zweck die NFON GmbH, ein Joint Venture mit der ipefon (Sitz: St. Pölten). Über mehrere Finanzierungsrunden gewann NFON Wagniskapital-Geber, wie beispielsweise den High-Tech Gründerfonds, Earlybird Venture Capital und die Bayerische Beteiligungsgesellschaft. Die Mittel trugen auch zur weiteren Expansion ins europäische Ausland bei, Anfang 2015 war NFON in zwölf Ländern vertreten. Die Deutsche Telekom und NFON vereinbarten 2016 eine Kooperation, um den Umstieg mittelständischer Unternehmen von ISDN auf Internettelefonie und virtuelle Telefonanlagen zu beschleunigen. Am 11. Mai 2018 erfolgte der Börsengang des Unternehmens an der Börse Frankfurt. Zum damaligen Zeitpunkt zählten 150 Mitarbeiter zum Unternehmen, die mehr als 15.000 Firmenkunden in 13 europäischen Ländern betreuten. Italien und Frankreich kamen 2019 als weitere Länder hinzu. Im Frühjahr 2019 erwarb NFON zudem die Deutsche Telefon Standard AG, ein Jahr später die Onwerk GmbH.